# Lucyna Ćwierczakiewiczowa
Lucyna Ćwierczakiewiczowa (Varsóvia, 1829 Varsóvia, 1901) foi uma escritora e jornalista polonesa.